# Герб Швенчёниса
Герб Швенчёниса (лит. Švenčionių herbas) — один из геральдических атрибутов города Швенчёнис и Швенчёнского района. Впервые утверждён в 1845, современный вариант в 1992 году.

## Описание
В лазурном поле одна над другой две рыбы (селявы), верхняя плывёт налево, нижняя направо.
Автор эталона — Пятрас Савукинас.

## История
Швенчёнис (Свенцяны) с 1795 года были центром Завилейского уезда, который в 1843 году был переименован в Свенцянский уезд. 6 апреля 1845 года император Николай I утвердил герб Свенцян: «Щит разделён на две половины: в верхней помещён Виленский герб; а в нижней, в голубом поле, изображены две рыбы селявы, которым изобилует Свенцянский уезд».
22 марта 1860 года датирован непринятый проект герба города: в лазоревом щите 2 серебряные рыбы с червлёными глазами и в противопоставлении. Щит венчала стенчатая корона, за щитом — золотые скрещённые молотки, соединённые Александровской лентой.
В 1922 году польские власти изменили герб — отказались от виленского герба, а рыб геральдически более правильно разместили одну над другой. Герб использовался до 1939 года, когда Швенчёнис вошёл в состав СССР.
Известен герб советского времени, утверждённый решением Швенчёнского райисполкома. «Герб представляет собой пересечённый щит, в верхней части которого на красном фоне изображение трав, символизирующее всесоюзного значения фабрику лекарственных трав. В нижней части в голубом поле 2 рыбки, символизирующие большое количество озёр в районе (более 200)». Автор герба художник Арунас Тарабилда.
Когда на заседании Геральдической комиссии обсуждался вопрос о гербе города, было отмечено, что город стоит на водоразделе. Таким образом, одни рыбы плывут на восток, другие — на запад, что и отражено в гербе XIX века. Литовская геральдическая комиссия при пересмотре герба города решила оставить герб времён Российской империи, так как он, вероятно, появился по инициативе местных жителей. Современный герб утверждён президиумом сейма Литвы 16 сентября 1992 года.